# Porticus Margaritaria
Porticus Margaritaria var en antik byggnad på Forum Romanum i Rom.
I denna stora portik hade pärlhandlarna, margaritarii på latin (av latinets margarita, 'pärla'), sina bodar. Förutom pärlor saluförde de även ädelstenar och andra typer av juveler. Portiken uppfördes sannolikt under Neros kejsartid (54–68 e.Kr.).